# Blood on the Dance Floor (groupe)
 (décembre 2011).
Pour l’article homonyme, voir Blood on the Dance Floor.
Blood on the Dance Floor (ou Blood On The Dancefloor) est un groupe américain de musique électronique formé en 2007 à Orlando en Floride.

## Histoire
Dahvie Vanity ou de son vrai nom David "Jésus" Torres est né le 5 septembre 1985. Il crée Blood On The Dance Floor (BOTDF) en 2007. Plus tard il sera rejoint par Garrett Ecstasy. En 2010, Garrett, qui quitte le duo pour Boy Talks Trash,, est remplacé par Jayy Von Monroe (Jayy Von Monroe de son vrai nom Jeremy Griffris, est né le 17 août 1990)[réf. nécessaire].
BOTDF sort en 2010 son troisième album intitulé EPIC, sur son propre label. Il se place 5e sur le Billboard Dance/Electronic. Leur album suivant All The Rage! (2011) a atteint la 13e position sur le Billboard Electronic. Le groupe a participé au Vans Warped Tour pendant l'été 2011/2012.
Le 5 septembre 2016, Jayy Von Monroe quitte le groupe. Dahvie Vanity écrit une chanson ''Rip'' pour officialiser la fin du groupe.
Cependant, en avril 2017, Vanity annonce l'arrivée d'un nouveau membre, et que Blood on the Dance Floor se regrouperait le 5 mai (sans Jayy Von Monroe). Ce nouveau membre se trouve être Fallon Vendetta, la petite amie de Vanity. Celle-ci finit par quitter le groupe après la parution des albums Kawaii Monster (2017), Haunted (2018), Cinema Erotica (2018) et You Are the Heart (2018)

### Accusations contre Dahvie Vanity
Depuis 2009, au moins 21 femmes ont accusé Vanity de les avoir harcelées sexuellement ou de les avoir violées. Plusieurs anciens membres du groupe, comme Garrett Ecstasy ou Jayy Von Monrore ont expliqué que Vanity avait une attitude de prédateur, tandis que les musiciens Ash Costello, Nikki Misery, et Jeffree Star témoignent avoir vu Vanity dans des activités questionnables voire illégale durant les tournées des années 2010,. Beaucoup de ses accusatrices disent avoir été mineures au moment des faits,,,,,,.
En 2014, le groupe Combichrist annule Blood on the Dance Floor des premières parties de leur tournée. En 2016, lors d'une date à Atlanta, le groupe chargé de faire leur première partie, Missilefish pointent du doigt la pédophilie de Dahvie Vanity après leur premier morceau ce qui les pousse à être renvoyés de la scène. Le site Big Cartel retire le merchandising du groupe de leur catalogue en 2018 tandis que Spotify et Google Play suppriment le groupe de leurs catalogues en avril 2019,,. Interrogé sur ces affaires, Vanity a nié a plusieurs occasions être un prédateur sexuel.
En mars 2020 le journaliste américain, Chris Hansen, spécialisé dans la traque et la confrontation de pédophiles, a annoncé être en train de faire une enquête autour de Dahvie Vanity.

## Discographie

### Singles
- 2009 - Horifically Delicious
- 2009 - Designed To Kill
- 2009 - Crunk Man
- 2011 - G.F.A.
- 2011 - La Petite Morte
- 2014 - Call Me Master
- 2014 - Good Vibes Only
- 2014 - The Reckoning
- 2015 - Filthy Animals

| Année | Titre de la Chanson       | Album                 |
| ----- | ------------------------- | --------------------- |
| 2010  | Believe                   | Epic                  |
| 2010  | Death To Your Heart       | Epic                  |
| 2011  | Bewitched                 | All The Rage!         |
| 2012  | Unforgiven                | (R)Evolution          |
| 2012  | Rise & Shine (Feat Deuce) | (R)Evolution          |
| 2012  | Don't Want To Be Like You | The Anthem Of Outcast |

## Tournées
- I Scream I Scream Tour (23 avril 2009 - 7 mai 2009)
- OMFG Tour (21 août 2009 - 12 septembre 2009)
- Crunk Kids Tour '09 (6 octobre 2009 - 24 novembre 2009)
- 2 Drunk 2 Fuck Tour (13 mai 2010 - 26 juin 2010)
- Lookin' Hot & Dangerous Tour (6 août 2010 - 21 août 2010)
- Epic Tour (1er octobre 2010 - 6 novembre 2010)
- Epic Tour Part II (11 novembre 2010 - 1er décembre 2010)
- Warped Tour 2011 (24 juin 2011 - 14 août 2011, le 12 annulé)
- All the Rage Tour (14 octobre 2011 - 23 novembre 2011, le 10 annulé)
- 'Tis the Season to be Killing Tour (15 décembre 2011 - 23 décembre 2011)
- The Fight To Unite Tour (5 avril 2012 - 5 mai 2012)
- Warped Tour 2012 (10 juillet 2012 - 10 novembre 2012)
- The Scene is Dead Tour (11 octobre 2012 - 15 décembre 2012)
- The Bad Blood Tour (4 septembre 2013 - 22 décembre 2013)
- Bitchcraft Tour (11 juin 2014 - 20 juillet 2014)
- The Reckoning Tour (23 novembre 2014 - 19 décembre 2014)
- The Reigns Of Blood Tour (2 novembre 2015 - 12 décembre 2015)